# Sąd Najwyższy Hawajów
Sąd Najwyższy Hawajów (Supreme Court of Hawaii) – najwyższy organ władzy sądowniczej w systemie prawnym amerykańskiego stanu Hawaje. Pełni rolę najwyższej instancji odwoławczej, jak również stanowego sądu konstytucyjnego. W jego skład wchodzi pięciu sędziów. 
Nominacji dokonuje gubernator, wybierając nowego sędziego spośród 4-6 kandydatów przedstawionych przez stanową komisję ds. nominacji sędziowskich. Kandydaci muszą być obywatelami USA zamieszkującymi na stałe na Hawajach i mieć co najmniej dziesięcioletnie doświadczenie w praktyce prawniczej. Wskazany przez gubernatora nominat podlega zatwierdzeniu przez Senat Hawajów. Kadencja sędziego trwa dziesięć lat, z możliwością dowolnej liczby ponownych nominacji, z zastrzeżeniem, iż w dniu swoich 70. urodzin jest on automatycznie przenoszony w stan spoczynku.

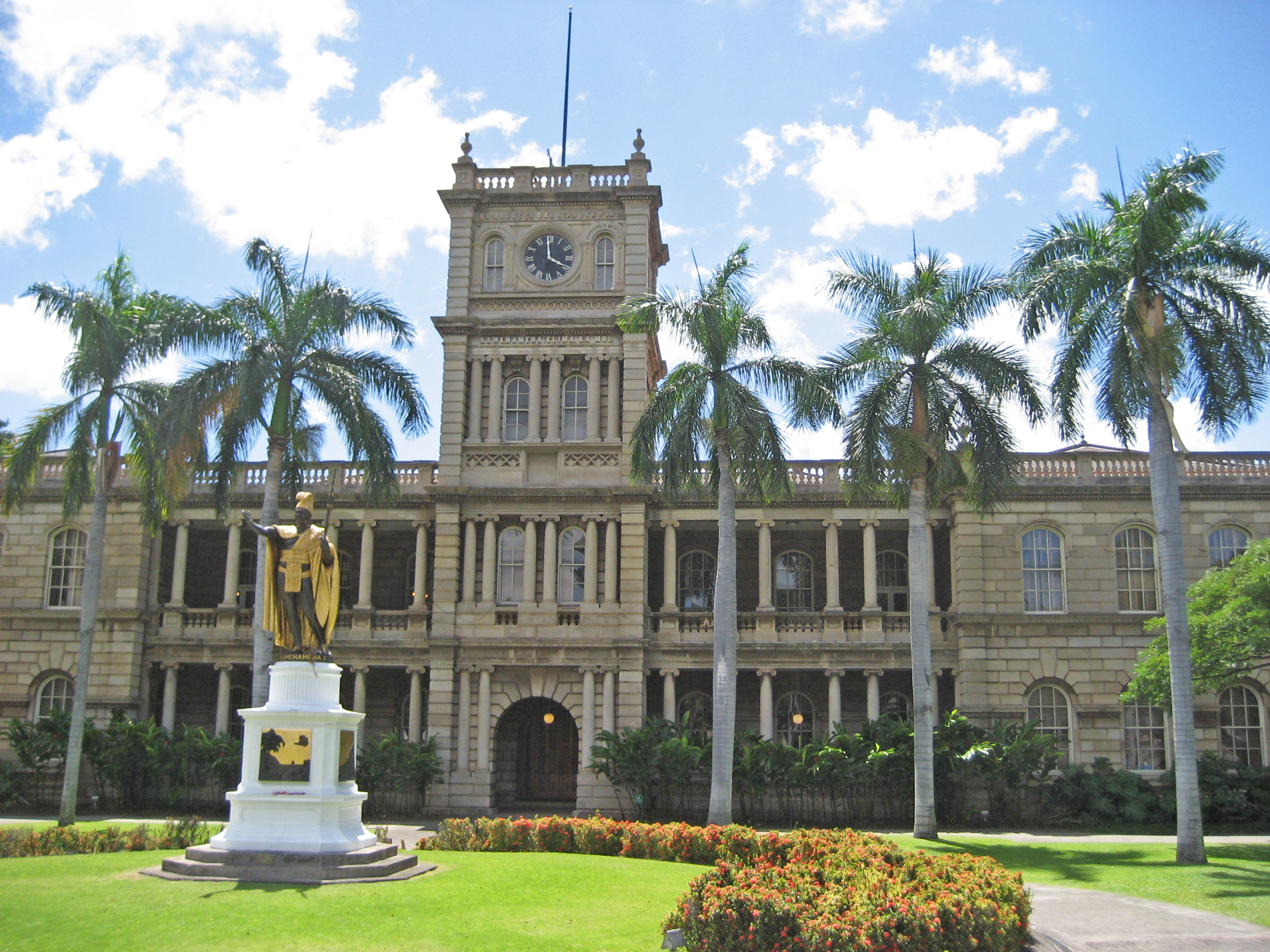
Gmach Sądu Najwyższego w Honolulu

## Skład
stan na 16 sierpnia 2010
- Ronald Moon - prezes
- Simeon Acoba
- James Duffy
- Mark Recktenwald
- Paula Nakayama